# سید کاظم احمدزاده
سید کاظم احمدزاده (متولد ۱۲ آذر ۱۳۴۲ در تبریز) از مجریان صدا و سیمای جمهوری اسلامی ایران است. وی دارای لیسانس روان‌شناسی است و دانش علوم حوزوی نیز دارد. او از سال ۱۳۷۵ وارد صدا و سیما شد. احمدزاده متأهل و دارای سه فرزند دختر است.

## اجرا
- جشن رمضان
- مسابقهٔ بزرگ
- خانهٔ چهلم
- وقتمون کمه
- شهر عزیز
- دوستت دارم مادر
- دوستت دارم پدر
- مغناطیس
- در آستان خورشید
- آدم‌های خوب شهر